# UFC Fight Night: Ortega vs. The Korean Zombie
UFC Fight Night: Ortega vs. The Korean Zombie (även UFC Fight Night 180, UFC on ESPN+ 38 och UFC Fight Island 6) var en MMA-gala anordnad av UFC. Den ägde rum 18 oktober 2020 på Fight Island i Abu Dhabi, Förenade Arabemiraten.

## Bakgrund
Huvudmatchen var en fjäderviktsmatch mellan Brian Ortega och Jung "The Korean Zombie" Chan-Sung.
Eftersom galan gick inför tomma läktare kan UFC anpassa tiderna efter nordamerikanska tittare. Därför började galan tidigt på morgonen 18 oktober. Det tidiga underkortet började 24:00 lokal tid (UTC +4) och huvudkortet 03:00.

## Ändringar
En tungviktsmatch mellan Ciryl Gane och Sjamil Abdurachimov var planerad till den här galan. Det ursprungliga datumet för deras möte var vid UFC 249 men Gane tvingades dra sig ur det mötet då han drabbades av lungkollaps under träningen inför mötet. Efter det har de två planerats att mötas vi tre olika tillfällen. Först vid UFC 251,  sedan vid UFC 253 och slutligen vid UFC Fight Night: Covington vs. Woodley. Även den här femte gången fick mötet brytas upp då Abdurachimov drog sig ur 28 september av okänd anledning. Gane ställdes istället mot UFC-nykomlingen Ante Delija.

En lättviktsmatch mellan Renato Moicano och Magomed Mustafaev var planerad, men Moicano drog sig ur matchen 15 september av personliga skäl och ersattes av KSW:s lättviktsmästare och före detta fjäderviktsmästare Mateusz Gamrot. Mustafaev i sin tur drog sig sedan ur matchen 1 oktober. Gamrot ställdes då istället mot UFC-debuterande svenskgeorgiern Guram Kutateladze.
Ciryl Gane skulle ha mött UFC-debutanten Ante Delija i tungvikt, men Delija drog sig ur matchen 14 oktober av oklara skäl.

### Invägning
Vid invägningen strömmad via Youtube vägde utövarna följande:

## Resultat

### Bonusar
Följande MMA-utövare fick bonusar om 50 000 USD vardera:
- Fight of the Night: Guram Kutateladze vs. Mateusz Gamrot
- Performance of the Night: Jéssica Andrade och Jimmy Crute